# Forces armées de Singapour
Les Forces armées de Singapour (anglais: Singapore Armed Forces, abb : SAF, malais: Angkatan Bersenjata Singapura, chinois simplifié : 新加坡武装部队; Tamoul: சிங்கப்பூர் ஆயுதப்படை) est une institution militaire de la république de Singapour chargée de garantir l'intégrité territoriale, la souveraineté et les intérêts du pays de toute menace extérieure. En cas d'échec des moyens de diplomatie et de dissuasion, les forces armées doivent être en mesure de remporter une victoire rapide et décisive sur l'agresseur potentiel.
L'actuel ministre de la Défense est Ng Eng Hen et le commandant en chef des forces armées est Melvyn Ong (en).
Les forces armées constituent la composante de défense de la politique Total Defence (en), inspirée des politiques menées au Danemark, en Suède, Suisse et Autriche, et qui consiste à ériger des moyens de défense sur les plans militaire, civil, économique, social et psychologique afin de garantir la pérennité de la nation face à tout agresseur.

## Histoire
La fonction militaire de Singapour découle de sa situation géographique stratégique, un avantage utilisé par les premiers occupants de l'île aussi bien que par les colons étrangers par la suite. Des fouilles archéologiques ont permis de découvrir les vestiges de places fortes antérieures à la période coloniale de Singapour. Thomas Stamford Raffles, fondateur de la Singapour "moderne", choisit Singapour en 1819 comme établissement colonial avec en tête la défense des intérêts de l'Empire britannique en Extrême-Orient face aux Indes orientales néerlandaises. De ce fait, Singapour a joué un rôle actif pour les forces britanniques sur plusieurs décennies et notamment lors des années précédant les guerres mondiales.
Les forces armées de Singapour puisent leurs modestes origines dans le corps des volontaires des établissements des détroits (Straits Settlements Volunteer Force ou SSVF (en)) qui fut créé en 1922 et qui est lui-même dérivé du corps des volontaires d'artillerie de Singapour (Singapore Volunteer Corps) formé en 1888 et qui avait pour devise In Oriente Primus (Latin : "Premiers à l'est"). La devise est toujours utilisée par les unités d'artillerie de la Singapore Army. Le SSVF fut engagé dans la répression de la mutinerie des cipayes britanniques en 1915.
Pendant la Seconde Guerre mondiale, le SSVF pris part à la bataille de Singapour, mais la plupart de ses unités furent capturées le 15 février 1942 lorsque les forces japonaises se rendirent maîtresses de l'île.
Le SSVF fut reconstitué en 1948 avant d'être dissous puis de prendre le nom de Singapore Military Forces (SMF) en 1954 et renommé Singapore Armed Forces (SAF) en 1961.
Lorsque Singapour accéda à son indépendance en 1965, son armée ne comptait que deux régiments d'infanterie commandés par des officiers britanniques et formés en majorité de soldats étrangers. Singapour estima qu'une force armée plus importante était nécessaire face aux pays voisins plus puissants alors. À cette fin, Singapour contacta secrètement Israël qui envoya des conseillers militaires aidant à la mise en place des forces de défense sur le modèle de Tsahal.
La journée des forces armées est célébrée le 1er juillet par un défilé militaire.

## Structure
Les forces armées de Singapour se divisent en trois armes :
- Singapore Army (en) (Force terrestre)
- Republic of Singapore Navy (marine)
- Republic of Singapore Air Force (Force aérienne)

| Force                                  | |                                                                                                   |
| Type                                   | Forces armées de Singapour (2011)                                                                            | Forces armées de Singapour (2023)                                                                 |
| Char de combat principal               | 132 Leopard 2                                                                                                | 96 Leopard 2SG                                                                                    |
| Char léger                             | | 50 AMX-13 SM1; (22 AMX-10 PAC 90; 300 AMX-13 en stock)                                            |
| Véhicule de combat d'infanterie        | 700 en (en) 135 Terrex (en)                                                                                  | 250 Bionix-25 (en); 250 Bionix-40/50; 50 Hunter AFV (en); 50 M113A2                               |
| Véhicule de transport de troupes       | 1 065 | 700 M113A1/2; 400 ATTC Bronco (en); Terrex ICV (en) (250 LAV-150/V200 Commando; 30 V100 en stock) |
| Véhicule de patrouille blindé          | | 74 Belrex; 15 Maxxpro; 51 Peacekeeper                                                             |
| Obusier                                | 120 | 54 SSPH Primus (en); 18 FH-2000 (en); 52 FH-88 (en); 18 Pegasus (en)                              |
| Mortier                                | | 40 Bronco; 50 M113; 500 de 81 mm; 36 Soltam M-65; 12 Soltam M-58                                  |
| Lance roquettes                        | | 18 M142 HIMARS                                                                                    |
| Republic of Singapore Navy (2011)      | |                                                                                                   |
| Sous-marins                            | 5 | 2 Classe Archer; 2 Classe Sjöormen                                                                |
| Frégates                               | 12 | 6 Classe Formidable                                                                               |
| Patrouilleurs                          | 12 | 26                                                                                                |
| Navires d'assaut amphibie              | 4 | 4 Classe Endurance                                                                                |
| Chasseur de mines                      | 4 | 4                                                                                                 |
| Republic of Singapore Air Force (2010) | |                                                                                                   |
| Chasseurs                              | 24 F-15; 74 F-16; 49 F-5                                                                                     | 40 F-15SG; 20 F-16C Block 52; 20 F-16D Block 52; 20 F-16D Block 52+                               |
| Hélicoptères                           | 12 "Chinook"; 22 "Super Puma"; 14 "Cougar"; 20 "Apache"; 6 S-70                                              | 19 AH-64D Apache; 8 S-70B; 18 CH-47 Chinook; 3 H225M; 30 AS332M; 12 AS 532; 5 H120                |
| Transport / Ravitaillement             | 4 KC-135; 10 C-130; 4 F50                                                                                    | 6 A330 MRTT; 5 KC130 Hercules; 3 C-130H; F-50                                                     |
| Patrouille et guerre électronique      | 4 E-2; 5 F50; 4 G550                                                                                         | 5 F50; 4 G550; 2 C-130H                                                                           |
| Entraînement                           | 12 Alenia Aermacchi M-346 Master; 19 Pilatus PC-21; 5 A-4SU/TA-4SU Super Skyhawk; 5 Eurocopter EC120 Colibri | 12 M-346 Master; 19 PC-21                                                                         |
| Drones                                 | 5 Elbit Hermes 450, 2 IAI Heron, 40 IAI Searcher, 60IAI Scout                                                | 8 IAI Heron 1; 9 Hermes 450; Orbiter 4                                                            |
| Missile sol-air                        | | 4 SAMP/T; Spyder-SR; Igla; Mistral; RBS-70                                                        |

## Politique de défense
La dissuasion et la diplomatie sont les principes fondamentaux de la politique de défense de Singapour. Au fil des ans, l'armée a développé de nombreux liens avec les forces armées de pays tiers. Ces dernières années ont été marquées par des opérations de maintien de la paix, notamment au Timor oriental, dans le golfe Persique ou des missions humanitaires (séisme de 2004 dans l'océan Indien, séisme de 2005 à Sumatra, Séisme de 2006 à Java).
Singapour est connue pour mettre en œuvre une doctrine militaire dite de "défense préventive" (forward-defence), les publications du ministère de la Défense ("Mindef") décrivant la SAF comme une force de dissuasion. En 2010, les forces armées de Singapour comprenaient 147 500 militaires actifs. Ce chiffre est sujet à caution puisque la majorité des effectifs est constituée de conscrits et qu'une part significative des réservistes peut être mise en œuvre dans un court délai dans le cadre des Operationally-Ready National Servicemen (« conscrits prêts au déploiement opérationnel »).
En 2015, elle est de 70 000 militaires et son budget de la défense représente le premier poste de dépense du budget de l'État avec 22 % de celui-ci.
La politique des SAF menée envers les Malais, groupe ethnique et religieux largement représenté dans les pays voisins d'Indonésie et de Malaisie est source de controverses depuis l'indépendance, les Malais étant exclus de la conscription de 1967 à 1977 et, à la suite des mesures d'assouplissement des règles d'enrôlement, ceux-ci furent majoritairement assignés aux forces non-combattantes de la police et/ou de la sécurité civile (brigade des sapeurs-pompiers). En 1987, Lee Hsien Loong, alors numéro deux du ministère de la Défense de Singapour, déclara que "s'il y avait un conflit, si les SAF étaient appelées à défendre la Mère Patrie, nous ne voulons pas mettre nos soldats dans une position inconfortable où ses émotions pour sa nation puissent être conflictuelles avec sa religion" alors que l'expert militaire Sean Walsh déclare dans son livre The Roar of the Lion City (2007) que "la discrimination envers les populations malaises est un secret de polichinelle". Le ministre de la Défense conteste cette version en soulignant qu'il existe des "pilotes, commandos et opérateurs de la défense aérienne d'origine malaise" et en établissant que "la part de Malais pouvant être retenus pour devenir officier ou spécialiste est proportionnelle aux autres groupes ethniques".
Les femmes sont dispensées du service militaire mais peuvent servir dans des unités combattantes ou non. Certaines servent comme officier d'une unité combattante. L'éventail des postes ouverts aux femmes s'est développé au cours des dernières années mais demeure limité.

### Service militaire
D'après la loi régissant le service militaire, la conscription est obligatoire pour "toute personne soumise à la loi", définie comme avoir au moins 16 ans et 6 mois et au plus 40 ans avec quelques exceptions non spécifiques au genre. Cependant, en pratique, le service n'est obligatoire que pour les hommes de plus de 18 ans et physiquement entraînés et aptes et qui ne sont pas exclus pour d'autres raisons.
Le service militaire était initialement de trois ans pour les officiers et de deux pour les hommes du rang. Il est passé à deux ans et six mois pour tout engagé du grade de caporal ou plus élevé, et de deux ans pour tous les grades subalternes à caporal. En 2004, le service militaire est passé à deux ans quel que soit le rang du conscrit. À la fin de son devoir du service national, chaque conscrit est alors considéré comme réserviste opérationnel (Operationally-ready National Servicemen) et doit servir et s'entraîner pendant 10 ans avec son unité. Chaque réserviste doit passer annuellement des tests physiques et effectuer des entraînements spécifiques à son unité.

### Entraînement
Avant l'enrôlement, chaque recrue doit passer un examen médical qui déterminera son aptitude au service, puis une épreuve physique qui déterminera la vocation la plus adaptée à sa performance.
Les recrues aptes au combat passent par une formation élémentaire (Basic Military Training ou BMT) de neuf semaines, principalement sur l'île de Pulau Tekong (nord-est de Singapour). Les recrues classées comme en surpoids ou obèses doivent se soumettre à un BMT de dix-neuf semaines. Certaines recrues sont aussi redirigées vers des unités non-combattantes et passent par un BMT adapté.
À l'issue de la période de préparation du BMT, les meilleures recrues sont sélectionnées pour devenir officiers ou spécialistes et reçoivent une formation supplémentaire dans un institut militaire. Les autres recrues continuent leur service dans leur unité d'affectation.
En raison de l'espace restreint disponible à Singapour, plusieurs formations et entraînements se déroulent à l'étranger dont Taïwan et, depuis 1987, le camp militaire de Waiouru en Nouvelle-Zélande.

## Accords de défense
Singapour est un des cinq membres des Five Power Defence Arrangements avec le Royaume-Uni, l'Australie, la Nouvelle-Zélande et la Malaisie. Ces accords stipulent que les cinq États précédents se consultent en cas d'agression extérieure ou menace d'attaque contre la Malaisie ou Singapour.
Singapour a toujours été un allié favorable à une présence militaire forte des États-Unis dans la région Asie-Pacifique. Cette attitude est matérialisée par un mémorandum d'entente entre les deux pays fournissant aux forces américaines un accès aux équipements de la base aérienne de Paya Lebar et aux chantiers navals de Sembawang. À la suite de cette note, une unité de soutien de la marine américaine est présente à Singapour depuis 1992, et de nombreux exercices aériens sont menés conjointement alors que les navires de l' U.S. Navy accostent régulièrement à Singapour. En 1999, le mémorandum fut modifié pour permettre l'accès aux navires américains à la base navale de Changi qui fut terminée en 2001.